# どみなのド!
『どみなのド!』は、原作雑破業、漫画目黒三吉による日本の漫画作品。『チャンピオンRED』（秋田書店）にて、2008年7月号から2012年4月号まで連載された。単行本は全7巻。

## あらすじ
平凡な人生を歩む高校2年生、土江 武はある日突然黒服の男たちに拉致される。連れていかれた先の家で再会した少女、怒皆 ひかりは武に「自分のものになれ」と言い放つ。彼女が言うには武は昔ひかりにプロポーズしたのだという。

## 登場人物
声はチャンピオンRED2010年1月号付録ドラマCDのもの。

### 怒皆家
土江 武（つちえ たけし）
声 - 阪口大助
本作の主人公。高校2年生。幼い頃ひかりにした「ある行為」がきっかけで勝手に許嫁にされていた。しかし父親は会社をリストラされ、母親はギャンブル中毒で借金まみれ、という事情もあってあっさりと（主に金で）怒皆家に引き取られてしまう。
基本的に誰にでも優しく温厚な性格だが、勘違いされるようなシーンを目撃されてしまう間の悪さゆえにいい良い印象を持たれないことが多い。年相応にHなことにも興味があるが、家では無駄打ち禁止を宣告されエロ本をすべて処理されるなど、そちらも満たされない日々を送っている。
怒皆家の婿候補であるが、家での扱いはあまり良くない。無理やりあかりの通う女子校に編入させられた上、結構な距離を基本的に徒歩で通わされている。メイドたちにも主人としては見られていない。
エムヨン
武専属のメイド。4巻から登場。本名はエムヨン・チュセ・ンシャ。
陽気な性格のメイドで、主従関係にはかなりルーズ。骨折した武の世話をするために宛てがわれた。「処理」と称して屋敷内の食料を勝手に食べ漁る。巫女（シャーマン）の素質があるらしく、精霊の気配を感じ取れる。音瀬のことを隊長と呼び窘められている。
怒皆 ひかり（どみな ひかり）
声 - 日笠陽子
本作のメインヒロイン。武の許嫁。怒皆家の長女で、将来は後継者。高校2年生。豪邸に住み、毎日運転手付きの車で登下校する筋金入りのお嬢様。貧乳。前髪を分けているためおでこが特徴になっているが、本人はそれを気にしている節がある。
性格はドSで、何かと武を教育的指導具なる道具（毎回異なり、ネーミングもそれぞれ独特）でイジメるが、どちらかというと子供っぽい方で、好きな人にイジワルをするようなものである。煽り耐性もゼロに近く、あかりや璃瑠にからかわれてはムキになって怒る。しかし武に対する想いは純粋であり、彼が別の女性と接するのを見ると嫉妬したり、急所に蹴りを入れた後でその痛みの大きさを知って謝罪（小声でだが）したりもする。
性知識も乏しく、そうした話題になると赤面してしまう。「今時のJKとは思えない」とあかりに心配されてしまうほど。
桐井 音瀬（きりい おとせ）
声 - 浅井清己
ひかり付きのメイド。メイド長代理。かつては軍務かそれに近い仕事に就いていたようで、格闘、ナイフ、銃器の扱いに長けている。また全身に傷跡があり、片目を眼帯で覆っている。
ひかりとその家族には基本忠実であるが、武のことは種馬程度にしか考えておらず、扱いはひどい。ひかりに呼ばれるとどこにいても現れ、大抵はそのままひかりの教育的指導の手伝いをする。
怒皆 あかり（どみな あかり）
声 - 岡嶋妙
ひかりの妹。小学生。茶髪をツインテールにした活発な少女。
姉よりずっと大人びた性格で、性に関する話題も平気。他の家族と違ってパッと見はドSに見えないが、頭もよく回るので実際はかなり手強い人物。連載初期は武を影で誘惑し、巻き起こる騒動を楽しんでいたが、そのうち大人しくなり、武とも良好な関係になる。しかし、武をめぐる騒動が起きると率先してその騒ぎを大きくし、実況解説やアナウンス役を自ら買って出ることも多い。
ガジェット好きで、傘下の企業が開発した様々な道具を持ち込んでは騒ぎになることも。性知識にはかなり詳しく、かなりの変態でもある。
大杉 鸚哥（おおすぎ いんこ）
声 - 河原木志穂
あかり付きのメイド。いつもおっとりした性格。
あかり以上の変態で、淫語を平気で口にする、気配を感じて意味もなく「Ω字開脚」という卑猥なポーズをとるなどの奇行に走る。
その正体は妖怪狐で、九度山の大杉の祠に住まう淫狐（いんこ）の化身。
怒皆 かげり（どみな かげり）
ひかりの双子の妹。4巻から登場。屋敷内の礼拝堂の一室に引きこもっており、学校には通っていない。
容姿はひかりにそっくりだが、性格は正反対。内気で大人しい性格ゆえに閉じこもりがちで、家族でさえ交流がほとんどない。
それでも積極的に接してくる武には心を開いてきており、好意を抱いているような描写も見られる。
怒皆 美奈（どみな みな）
声 - 田中涼子
ひかりたちの母親。現在怒皆家を取り仕切っている。巨乳。夫は婿養子。
やはりドSであるが、母親には頭があがらない様子。娘が勝手に許嫁を連れてきたり、小学生のわりに性知識に富んでいたりすることには寛容。身にまとうオーラは強烈で、精霊でさえ取り付くのを諦めたほど。
怒皆 波子（どみな なみこ）
ひかりたちの祖母。美奈の母親。3巻から登場。年齢不詳の幼児体型。
武を婿殿（仮）と呼び礼儀正しく接してくれる数少ない人物。妖術の類が使えるようで、それを用いて武やひかりを手助けすることもある。
普段はチベットに住み、リアルな立体映像を通じて家族や武たちと会話をしている。
パパ
本名は不明。美奈の夫。ひかりたちの父親。
見た目は典型的なお金持ちであるが、真性のマゾ。美奈の足を舐めて恍惚としていたり、地下室に木人を並べてご奉仕の練習をしたり、音瀬に24時間履いたハイヒールを提供してもらったりと、エピソードには事欠かない。

### 周囲の人物
張形 満（はりがた みつる）
声 - 高橋伸也
代々張形の製作を生業としてきた一族の末裔。ひかりに結婚を申し込むも、武の存在を盾に断られてしまう。
張形の良し悪しを判別するため舌技を幼少の頃から磨かされており、腕前は相当のものらしい。家訓で女陰に口をつけることは禁じられている。張形やペニスケースには目がなく、名品であればどんな手段を用いてもそれを見ようとするが、さすがに家訓には逆らえなかった。
鵜羽 桜（うば さくら）
声 - 木村はるか
張形家に仕える人物。満と行動を共にしていることが多い。
砂戸 璃瑠（すなど りる）
声 - 佐藤聡美
武のクラスメイト。金髪ドリルヘアーのお嬢様。
ひかりとは事あるごとに張り合って勝負を吹っかけるが、負けることが多い。武にまで面倒くさい人だと思われている。
砂戸 荊（すなど けい）
璃瑠の母親。貧乳。金髪。
美奈とは昔からのライバルで、娘たち同様の不毛な争いを繰り広げるが、あまりの大人げなさに当の娘たちにも呆れられてしまう。
鬼没木 剛造（おにぼっき ごうぞう）
砂戸家の執事。見た目は老人だが、運動能力なども優れている。璃瑠のストレス発散に鞭で打たれることもあり、傷跡が見られる。
実輪 彩子（みのわ あやこ）
声 - 門脇舞以
武のクラスメイト。メガネをかけており、クラスでは目立たない少女。クラスで孤立している武に、唯一優しく接していた。
ヤンデレ気質で、一目惚れした武をひかりから奪おうと画策するが、怒皆の塔でのあかりとの勝負に敗れ、ひかりの祖母とチベットでの修行に向かった。
イ・アーン
自称・「傷ついたもののふの心身を癒す精霊」。4巻から登場。武を元気づけようとしたエムヨンに呼び出されたが、何も出来ぬままエムヨンの身体を追い出されてしまう。
その後もただでは帰らないとばかりに色々な人間に憑依しては武の貞操を狙うが、成功していない。
同堀 悟（おなほり さとる）
代々オナホールの製作を生業としてきた一族の末裔。6巻から登場。
家業のために武のモノについた伝説のペニスケースの模様をどうにかして写し取ろうと色々試みるが、失敗している。

## 単行本
- 原作雑破業、漫画目黒三吉 『どみなのド!』 秋田書店〈チャンピオンREDコミックス〉、全7巻
  1. 2009年3月19日発売 ISBN 978-4-253-23461-0
  2. 2009年10月20日発売 ISBN 978-4-253-23462-7
  3. 2010年4月20日発売 ISBN 978-4-253-23463-4
  4. 2010年11月19日発売 ISBN 978-4-253-23464-1
  5. 2011年4月20日発売 ISBN 978-4-253-23465-8
  6. 2011年10月20日発売 ISBN 978-4-253-23460-3
  7. 2012年4月20日発売 ISBN 978-4-253-23459-7